# Burkan Adda
Burkan Adda (Berkane Lakhdar Adda, ar. بركان الأخضر أدا ;ur. 5 listopada 1958) – algierski judoka. Olimpijczyk z Moskwy 1980, gdzie zajął dwunaste miejsce wadze półśredniej.
Uczestnik mistrzostw świata w 1979. Złoty medalista MŚ wojskowych w 1980 roku.

## Letnie Igrzyska Olimpijskie 1980
| Konkurencja | Eliminacje               | Eliminacje              | Klas. końcowa |
| Konkurencja | Przeciwnik I             | Przeciwnik II           | Miejsce       |
| ----------- | ------------------------ | ----------------------- | ------------- |
| 78 kg       | Jarosław Brawata (POL) Z | António Roquete (POR) P | 12.           |